# Mordechai Strigler
Mordechai Strigler (geboren 1918 bei Zamość, Polen; gestorben 10. Mai 1998 in New York City) war ein polnisch-US-amerikanischer Schriftsteller, Essayist und Journalist in jiddischer Sprache.

## Leben

### Kindheit, Jugend und Zweiter Weltkrieg
Mordechai Strigler wurde als Sohn einer chassidischen Familie in Stabrów (bei Zamość, Polen) geboren. Er begann sehr jung an einer Jeschiwa zu lernen, und hatte im Alter von achtzehn Jahren das Talmudstudium in zwei weiteren Jeschiwut (Luck, Kleck) abgeschlossen. Außerdem erlangte er das Rabbinerdiplom.  Dass Strigler tatsächlich 1918 und nicht, wie häufig zu lesen ist, 1921 geboren wurde, geht aus der Originalgeburtsurkunde hervor, die seine Tochter in Polen ausfindig machen konnte. Anscheinend hatte Strigler eine Vorliebe dafür, sein Geburtsjahr mit 1921 anzugeben. Auch vor dem Zweiten Weltkrieg war Strigler bereits schriftstellerisch wie journalistisch aktiv. Sein Schaffen wurden jedoch erst nach dem Krieg von der breiteren Öffentlichkeit wahrgenommen. 
Ab 1937 war er als Moralprediger in der Warschauer Großen Synagoge tätig. Als die Deutschen in Polen einmarschierten, versuchte er vergebens, nach Russland zu fliehen. Als er gefasst wurde, wurde er zunächst in das Ghetto seiner Heimat Zamość gebracht. Nach dessen Auflösung 1942 wurde Strigler in verschiedene Konzentrationslager und Arbeitslager verschleppt. Insgesamt führte sein Leidensweg durch zwölf verschiedene Lager. Seine tragischen Erfahrungen hielt er auch in seinen literarischen Werken fest. Schriftstellerische und journalistische Arbeiten, die er in den Lagern oder auch bereits vor dem Krieg verfasste, gingen jedoch zunächst verloren oder wurden zerstört. Nach der Befreiung entschied sich Strigler, seine Werke noch einmal von vorne zu beginnen.
Im Juni 1943 kam Strigler zunächst für sieben Wochen in das KZ Majdanek. Am 28. Juli 1943 wurde er dann mit einem Häftlingstransport in das Arbeitslager Werk C in Skarżysko-Kamienna gebracht. Dabei handelte es sich um eine Munitionsfabrik des HASAG-Konzerns, in dem die Gefangenen ohne Schutzkleidung der zur Füllung von Unterwasserminen verwendeten Pikrinsäure ausgesetzt waren. Dieser gelb färbende Stoff führte zu schweren Vergiftungen und senkte die Lebenserwartung der Häftlinge auf drei Monate. Über seinen einjährigen Aufenthalt dort schrieb er noch während seiner Gefangenschaft, allerdings gingen diese Aufzeichnungen mit anderen, darunter bereits neu begonnenen, Schriften bei seiner Verschleppung nach Buchenwald verloren. Im KZ Buchenwald unterrichtete Strigler mit seinem Freund und Leidensgenossen David Newman (1919–2002) ab Sommer 1944 im Geheimen Kinder und Jugendliche mithilfe von Geschichten und Liedern. Am 11. April 1945 wurde Strigler schließlich in Buchenwald befreit.

### Emigration und Journalistentätigkeit
Schon im Mai 1945 hat Strigler eine erste Zeitschrift für Überlebende der Shoa namens Thykiyes HaMeysim (Auferstehung der Toten) herausgegeben, die er, wenn auch die tiefe Zeichnung der Betroffenen betonend, mit einem Aufruf zum zuversichtlichen Aufbruch in eine neue Welt begann. Einen zweiten Aufruf, den er bereits in Buchenwald schrieb, Tsu aykh shvester und brider bafrye (An euch, befreite Schwestern und Brüder), veröffentlichte Strigler noch im selben Jahr in New York. Nach dem Ende des Weltkrieges fand Strigler eine Anstellung bei der jiddischen Zeitschrift Undzer Vort in Paris und ließ sich dort für die folgenden sieben Jahre nieder. Hier entstand zwischen 1948 und 1952 das sechsbändige Werk Oisgebrente Likht (Verloschene Lichter), in dem Strigler über seine Shoaerfahrung berichtet.
Bereits seit 1945 stand Strigler in Kontakt mit dem amerikanisch-jüdischen Dichter H. Leivick. Dieser erkannte schnell dessen schriftstellerisches Potenzial. Im Jahr 1952, als Strigler gerade erst 34 Jahre alt war, emigrierte er in die Vereinigten Staaten und wurde in New York Redakteur bei der jiddischen Wochenschrift Yidischer Kemfer. Dort war er bis 1995 tätig und verfasste zahlreiche Artikel unter 20 Pseudonymen; zwischen 1987 und seinem Todesjahr 1998 arbeitete er außerdem bei der damaligen jiddischen Tageszeitung Forverts. 
Mit seiner Frau Esther hatte er eine Tochter, Leah.
Am 10. Mai 1998 starb Strigler in New York an Hirnverletzungen, die er sich bei einem Sturz zugezogen hatte.

## Literarisches Werk
Neben seinen journalistischen Texten verfasste Strigler Gedichte, Erinnerungsberichte, politische Kommentare sowie Erzählungen und Romane. Schwerpunkt seiner fiktiven erzählenden Texte war das Leben der polnischen Juden vor dem Zweiten Weltkrieg. Es war ihm außerdem ein Anliegen, die persönliche und kollektive Erfahrung der Lageraufenthalte während des Nazi-Regimes nicht bloß literarisch abzubilden, sondern auch zu analysieren.
Liste der Publikationen in Buchform:
- Tsu Aykh Shvester un Brider Bafrayte (An meine befreiten Schwestern und Brüder), 1945.
- In a Fremdn Dor: Lider un Poemen (In einer fremden Generation: Gedichte und Balladen), 1947.
- Majdanek, 1947 (dt. Erstausgabe: Majdanek. Verloschene Lichter. Ein früher Zeitzeugenbericht vom Todeslager. Aus dem Jiddischen von Sigrid Beisel. Hg. v. Frank Beer. zu Klampen Verlag, Springe 2016, ISBN 978-3-86674-527-8)
- In di Fabrikn Fun Toyt, 1948 (dt. Erstausgabe: In den Fabriken des Todes. Verloschene Lichter II. Ein früher Zeitzeugenbericht vom Arbeitslager. Aus dem Jiddischen von Sigrid Beisel. Hg. v. Frank Beer. zu Klampen Verlag, Springe 2017, ISBN 978-3-86674-557-5)
- Di Ershte Libe Fun Kopl Matsh: Roman (Die erste Liebe des Kopl Matsh: Roman), 1948.
- Verk Tse (Werk C), 2 Bände, 1950 (dt. Erstausgabe: Werk C. Verloschene Lichter III. Ein Zeitzeugenbericht aus den Fabriken des Todes. Aus dem Jiddischen von Sigrid Beisel. Hg. v. Frank Beer. zu Klampen Verlag, Springe 2019, ISBN 978-3-86674-595-7)
- Goyroles (Schicksale), 2 Bände, 1952 (dt. Erstausgabe: Schicksale. Verloschene Lichter IV. Ein früher Zeitzeugenbericht über die Opfer der Schoah. Aus dem Jiddischen von Sigrid Beisel. Hg. v. Frank Beer. zu Klampen Verlag, Springe 2024, ISBN 978-3-98737-002-1)
- Georemt Mitn Vint: Historischer Roman Fun Yidishn Lebn in Poyln (Arm in Arm mit dem Wind: Ein historischer Roman über jüdisches Leben in Polen), 1955.
- Indzlen Oyf der Erd: Noveln (Inseln auf der Erde: Erzählungen), 1957.
- Shmuesn Mit der Tsayt (Gespräche mit der Zeit), 2 Bände, 1959–61.

## Preise und Auszeichnungen
1978 erhielt Mordechai Strigler den Itzig-Manger-Preis für Jiddische Literatur. Im Jahr 1998 sollte ihm der Ehrendoktor für hebräische Literatur des jüdisch-theologischen Seminars von Amerika verliehen werden. Wenige Tage vor der Verleihung verstarb Strigler jedoch in New York.